# Júnior Izaguirre
Júnior Izaguirre, (12 de agosto de 1979; Tegucigalpa, Honduras) es un exfutbolista hondureño, quien jugaba de defensa y su retiro se dio en el Club Deportivo Motagua.

## Trayectoria
Jugó 25 partidos para la Selección Nacional de Honduras entre 2000 y 2007, anotando dos goles y participando en la campaña histórica de catrachos en la Copa América 2001. Para los clubes, destacó en  el Club Deportivo Motagua, también jugó para el Club Deportivo Marathón y para el Club Deportivo Victoria.
Izaguirre también tuvo un paso en el tradicional Club Uruguayo Peñarol, que duró una temporada. Muy afectado por las lesiones, el defensor jugó un solo partido para el equipo. Llegó al partido 500 en Liga Nacional.
En la actualidad, Izaguirre es el director técnico interino del Club Deportivo y Social Vida esto debido a la salida del técnico portugués Nando Mira.

## Selección nacional
Izaguirre empezó a jugar para el equipo nacional de Honduras alrededor del comienzo del siglo 21, jugando regularmente de defensa central. Hizo su debut internacional contra la selección de fútbol de Canadá el 30 de mayo del 2000, y jugó su último partido contra la selección de fútbol de Nicaragua el 15 de febrero de 2007. El punto álgido de la carrera internacional de Izaguirre llegó en el partido de consolación de la Copa América 2001 contra la Selección de fútbol de Uruguay, cuando anotó en el tiempo reglamentario un penalti decisivo en la tanda de asegurar el tercer puesto para Honduras.
Fue miembro de la selección nacional de Honduras en Los Juegos Olímpicos de Sídney 2000.

### Participaciones en Copa América
| Copa América      | Sede     | Resultado    |
| ----------------- | -------- | ------------ |
| Copa América 2001 | Colombia | Tercer lugar |

## Clubes

### Como jugador
| Club     | País     | Año       |
| -------- | -------- | --------- |
| Motagua  | Honduras | 1997-2005 |
| Peñarol  | Uruguay  | 2005-2006 |
| Marathón | Honduras | 2006-2007 |
| Victoria | Honduras | 2007-2010 |
| Motagua  | Honduras | 2010-2016 |

### Como entrenador
| Club            | País     | Año  |
| --------------- | -------- | ---- |
| Vida (interino) | Honduras | 2022 |

### Como asistente técnico
| Club    | País     | Año             | Asistente de   |
| ------- | -------- | --------------- | -------------- |
| Motagua | Honduras | 2023 - Presente | Ninrod Medina  |
| Motagua | Honduras | 2023 - Presente | César Vigevani |
| Motagua | Honduras | 2023 - Presente | Diego Vázquez  |